# Danielle Macdonald
Danielle Louise Macdonald , née le 19 mai 1991 à Sydney, est une actrice australienne.

## Biographie
Danielle a étudié à l'Australian Institute for Performing Arts à Naremburn (en), en Nouvelle-Galles du Sud.
À 18 ans, elle déménage à Los Angeles en 2010 pour poursuivre une carrière d'actrice. Elle décroche le rôle de Becca dans le show de ABC Huge, mais, son visa n'étant pas arrivé à temps, elle n'est pas en mesure de participer à la série. Son premier long-métrage, The East, est sorti en avant-première au Festival du Film de Sundance de 2013.
Elle est aussi connue pour son rôle principal dans le film Every Secret Thing, aux côtés de Dakota Fanning, Diane Lane, et Elizabeth Banks,. 
Danielle a également eu un rôle secondaire dans le film, Trust Me et interprète Bristol Windows en 2016 dans le dernier épisode de la saison 6 d'American Horror Story: Roanoke.
En 2017, elle obtient le rôle principal dans Patti Cake$ où elle incarne une jeune fille du New Jersey qui veut faire du rap.
Après un rôle furtif dans le film Lady Bird réalisé par Greta Gerwig, elle reprend du galon au générique du film d'anticipation Bird Box aux côtés de Sandra Bullock, le drame sur fond de racisme dans l'Amérique profonde Skin avec Jamie Bell et Vera Farmiga et surtout dans la comédie dramatique Dumplin' dont elle partage la vedette avec Jennifer Aniston.
Elle participe ensuite à deux épisodes de la série américaine Easy puis, en 2019, figure au casting de la mini-série criminelle Unbelievable, dominée par sa compatriote Toni Collette.

## Filmographie

### Cinéma

#### Longs métrages
- 2013 : The East : Tess
- 2013 : Trust Me : Delia
- 2014 : Every Secret Thing : Alice Manning
- 2017 : Patti Cake$ : Patricia « Patti » Dombrowski
- 2017 : Lady Bird : Jeune femme
- 2018 : Bird Box : Olympia
- 2018 : Dumplin' : Willowdean « Dumplin » Dickson
- 2018 : Extracurricular Activities : Becky Wallace
- 2018 : Skin de Guy Nattiv : Julie Larsen
- 2019 : Paradise Hills : Chloe
- 2019 : I Am Woman de Unjoo Moon : Lillian Roxon
- 2019 : White Girl Problems
- 2020 : French Exit d'Azazel Jacobs
- 2020 : Falling for Figaro (en)
- 2025 : If I Had Legs I'd Kick You de Mary Bronstein (en) : Caroline

#### Courts métrages
- 2010 : The Thief : La caissière
- 2015 : Tortoise : Terry
- 2018 : Skin : Christa

### Télévision

#### Séries télévisées
- 2011 : Glee : une fille
- 2013 : Newsreaders (en) : Pam Bell
- 2014 : Pretty Little Liars : Cathy
- 2014 : Toolies : Sarah Craig (5 épisodes)
- 2015 : 2 Broke Girls : Ashlin
- 2015 : The Middle : Amy RA
- 2016 : American Horror Story : Bristol Windows
- 2017-2019 : Easy : Grace (2 épisodes)
- 2019 : Unbelievable : Amber Stevenson (5 épisodes)
- 2022 : The Tourist : Helen Chambers (6 épisodes)
- 2023 : Poker Face

#### Téléfilms
- 2014 : The Valley : Mackenzie
- 2017 : Sous l'emprise de ma meilleure amie : Ashley